# گمینا لیپنو (استان کویافسکو-پومورسکی)
گمینا لیپنو (استان کویافسکو-پومورسکی) (به لهستانی:  Gmina Lipno) یک گمینا در لهستان است که در شهرستان لیپنو واقع شده‌است. گمینا لیپنو ۲۰۹٫۷۲ کیلومتر مربع مساحت و ۱۱٬۳۳۷ نفر جمعیت دارد.